# Гаджиев, Ибрагим Асад оглы
Ибрагим Асад оглы Гаджиев (азерб. İbrahim Əsəd oğlu Hacıyev; род. 1945, Астаринский район) — азербайджанский дипломат.

## Биография
Родился в 1945 году в Астаринском районе. В 1970 году окончил Азербайджанский университет языков.
С 1970 по 1971, 1973 по 1976 годы являлся преподавателем Азербайджанского университета языков.
С 1971 по 1973 год являлся переводчиком в составе специалистов СССР в Судане.
С 1976 по 1983, 1988 по 1990 годы являлся начальником отдела Общества дружбы и культурных связей Азербайджанской ССР за рубежом.
С 1983 по 1988 год являлся директором культурного центра СССР в Бомбее, Индия.
С 1990 по 1996 год являлся начальником управления культуры и гуманитарных связей МИД Азербайджана.
С 1996 по 1998 год являлся специалистом ИСЕСКО (Рабат, Марракеш).
С 1998 по 2001 год являлся начальником управления стран СНГ МИД Азербайджана.
С 2001 по 2005 год являлся начальником управления Америки и Европы МИД Азербайджана.
Посол Азербайджана в Индонезии (сентябрь 2005 — 15 сентября 2011). Одновременно являлся послом Азербайджана на Филиппинах (май 2007 — 15 сентября 2011), в Восточном Тиморе (июль 2011 — 15 сентября 2011), постоянным представителем Азербайджана при АСЕАН (2005 — 15 сентября 2011).
Посол Азербайджана в Индии (15 сентября 2011 — 29 января 2018). Одновременно являлся послом Азербайджана на Мальдивах (26 октября 2011 — 29 января 2018), Шри-Ланке (26 октября 2011 — 29 января 2018), в Непале (13 января 2012 — 29 января 2018), Бангладеш (2 июня 2012 — 29 января 2018), Бутане (30 сентября 2013 — 29 января 2018).